# قرار مجلس الأمن التابع للأمم المتحدة رقم 292
قرار مجلس الأمن الدولي رقم 292،الذي اعتمد بالإجماع في 10 فبراير 1971،بعد دراسة طلب بوتان الأنضمام لعضوية الأمم المتحدة،أوصى المجلس الجمعية العامة بقبول طلب بوتان لعضوية الأمم المتحدة.